# 백제문화제
백제문화제는 매년 충청남도 공주시와 부여군이 합동 개최하는 종합예술제 성격의 문화제이다. 1955년 충청남도 부여군에서 처음 개최하였다. 백제문화제는 제천의식으로 시작하였으며 해를 거듭하면서 지역의 종합문화 행사로 성장하였다.

## 주요행사

### 제천행사
- 백제혼불채화 : 천등산 채화단에서 백제문화제 개막에 맞춰 혼불 채화에 대한 고천제를 지내고 태양열을 볼록렌즈로 받아 홰에 점화하여 부여 금성산 성화대로 봉송
- 팔충제 : 백제말 팔충신과 황산벌 전투의 오천결사대의 넋을 추모하는 제전의식
- 삼산제 : 사비백제 6대왕 123년간 국가를 수호하여 온 삼산(일산, 오산,부산) 신령에게 백제문화제 개막을 알리고 화합과 발전을 기원하는 제전의식
- 백제대왕제 : 사비천도 이후 6대왕의 덕을 추모하는 제전의식
- 삼충제 : 백제말 삼충신(성충, 흥수, 계백)의 구국충절을 추모하는 제전의식
- 궁녀제 : 백제말 낙화암에서 몸을 던진 궁녀를 추모하는 제전의식
- 백제오천결사대 충혼제 : 백제말 황산벌 전투에서 싸운 무명 오천결사대의 넋을 위령하는 제전의식

### 역사재현행사
- 백제 성왕 사비정도축제 : 백제 제26대 성왕이 서기 538년 백제중흥을 위해 공주 웅진성에서 부여 사비성으로 천도하고 이를 선왕과 천지신명께 알리는 제전의식
- 역사문화행렬 : 백제 당시 왕 행렬, 문화생활 등을 거리축제로 재현 구성한 행진이며 고증을 바탕으로 축제요소를 가미한 행사
- 경축사신접견행사 재현 : 백제가 웅진에서 사비로 천도했을 때 국내외 사신들이 백제사비정도를 경축하는 장면을 재현
- 백제무사선발대회 : 백제 당시 전통무예를 수련하는 훈련장을 재현하고 백제무사 선발대회를 개최

### 전통민속행사
- 국제자매도시 민속공연 : 외국 자매도시 및 백제 당시 문물 교류 국가의 민속을 초청공연
- 국내자매도시 및 백제문화권 자치단체 민속공연
- 부여전통민속공연 : 내지리 단잡기, 산유화가, 은산별신제, 용정리호상놀이 등

### 기타행사
- 백제문화 체험장 운영